# Christentum in Marokko

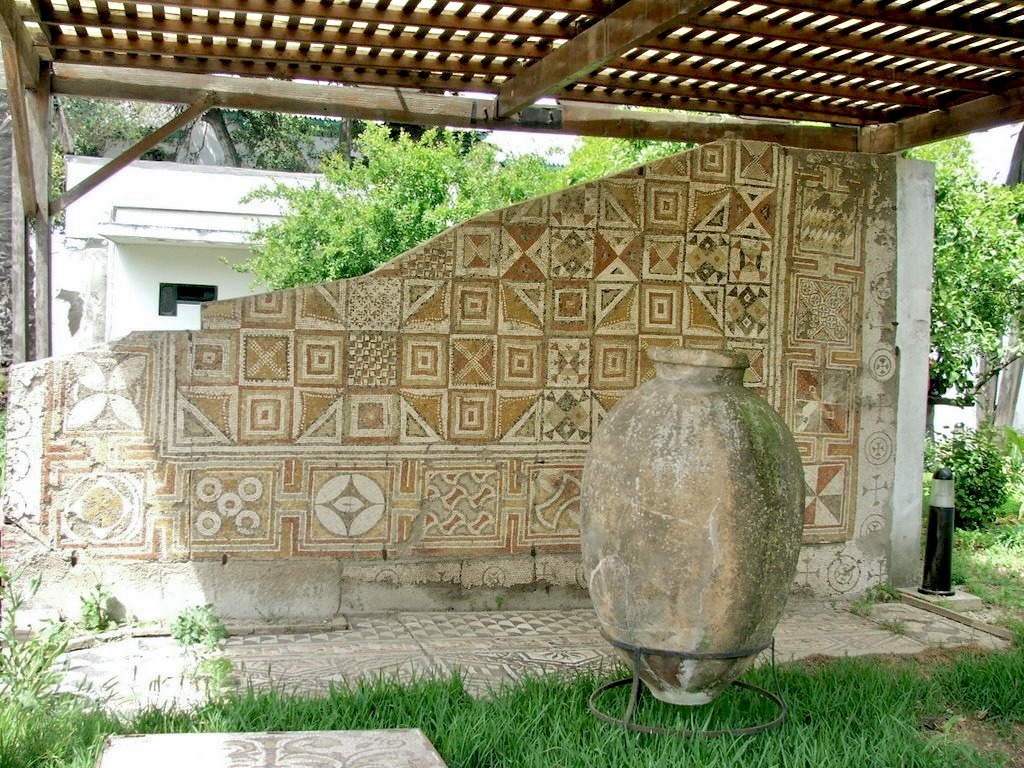
Das römische Fußbodenmosaik aus Lixus zeigt zahlreiche Kreuze in der Randzone; Tétouan, Archäologisches Museum

Das Christentum in Marokko bildet eine religiöse Minderheit im Lande; nur etwa 1,1 % der marokkanischen Bevölkerung sind Christen – davon die überwiegende Mehrheit Katholiken.

## Geschichte
Man kann annehmen, dass sich das Christentum bereits in der römischen Antike auch im Gebiet Marokkos verbreitete – eine im Archäologischen Museum von Rabat aufbewahrte Altarplatte und ein Mosaik aus Lixus mit zahlreichen Kreuzen in der Randzone im Archäologischen Museum von Tétouan sind erhalten. Einer legendenhaften Überlieferung zufolge soll der hl. Marcellus im Jahr 298 in Tingis (Tanger) den Märtyrertod gestorben sein.
Man weiß überdies, dass viele Berber im Norden Marokkos auch nach der islamischen Eroberung des Maghreb weiterhin christlich-jüdischen Glaubensvorstellungen anhingen; ihre Bekehrung zum Islam zog sich bis ins 10. Jahrhundert hinein. Mit Beginn der christlichen Rückeroberung der Iberischen Halbinsel (reconquista) verschärften sich die Glaubensgegensätze: die nach dem Zerfall des Kalifats von Córdoba (1031) in den Taifa-Königreichen regierenden Berberfürsten wurden nunmehr zu erbitterten Gegnern des Christentums, obwohl es auch in Einzelfällen Koalitionen gegen beiderseitige Feinde gab. Die von Marokko aus operierenden berberisch-stämmigen Dynastien der Almoraviden (1061–1147), Almohaden (1147–1269) und Meriniden (1269–1465) waren in vieler Hinsicht Glaubensfanatiker.
Im 15. und 16. Jahrhundert gab es verschiedentliche Versuche der Seemächte Portugal und Spanien in Marokko Fuß zu fassen. Aus dieser Zeit stammen die noch heute existierenden Exklaven Ceuta und Melilla sowie die bereits vor Jahrhunderten rückeroberten Städte Tanger, Asilah, El Jadida, Safi u. a. In Safi haben sich Teile einer letztlich jedoch nicht fertiggestellten portugiesischen Kirche im Manuelinischen Stil erhalten.
Einen erneuten Aufschwung nahm das Christentum in Marokko in der Zeit der französischen und spanischen Kolonialherrschaft. Zahlreiche Kirchen wurden für die – wegen der europäischen Zuwanderer und zahlreicher Übertritte von Muslimen – ständig wachsende Zahl der Gläubigen gebaut, deren Gesamtzahl kurz vor der Unabhängigkeit auf nahezu eine halbe Million geschätzt wird. Nach der Unabhängigkeit Marokkos (1956) und der darauf folgenden Abwanderung der meisten europäischen Siedler gerieten die Bauten in Vergessenheit, obwohl sie vielerorts noch heute stehen. Die immer noch genutzten Kathedralen von Rabat und Tanger, die Kirchen Notre-Dame de Lourdes in Casablanca und Sankt-Andreas in Tanger sowie einige kleinere, über das ganze Land verstreute Bauten zeugen noch heute von der Bedeutung des Christentums in jener Zeit.

## Gegenwärtige Situation
Der Islam ist in Marokko laut Verfassung Staatsreligion. Ausländische Christen dürfen ihren Glauben praktizieren, werden jedoch von den Behörden beobachtet. Die Weitergabe der christlichen Botschaft an Muslime steht unter Strafe; so ist es auch nicht erlaubt, christliche Literatur zu verbreiten. Die Konversion eines Muslims zu einer anderen Religion steht zwar laut Gesetz nicht unter Strafe, doch erleben Christen mit muslimischem Hintergrund gesellschaftlichen Druck und soziale Isolation. Aus Angst vor Repressalien praktizieren sie ihren christlichen Glauben oft im Geheimen.
Seit März 2010 hat die marokkanische Regierung zahlreiche ausländische Christen unter dem Vorwurf, Marokkaner missioniert zu haben, des Landes verwiesen. Die betroffenen Personen waren Mitarbeiter von christlichen Hilfsorganisationen. Eine größere Anzahl von ihnen arbeitete in einem Waisenprojekt in der Nähe von Fès. Sie mussten ihre Pflegekinder zurücklassen.

## Konfessionen
Zur römisch-katholischen Kirche in Marokko gehörten im Jahr 2018 insgesamt 32 Pfarreien in zwei Erzbistümern.
Außerdem sind die russisch-orthodoxe Kirche mit einer Gemeinde (Stand 1998) sowie evangelische Christen vertreten.